# Herrschaft Odenthal

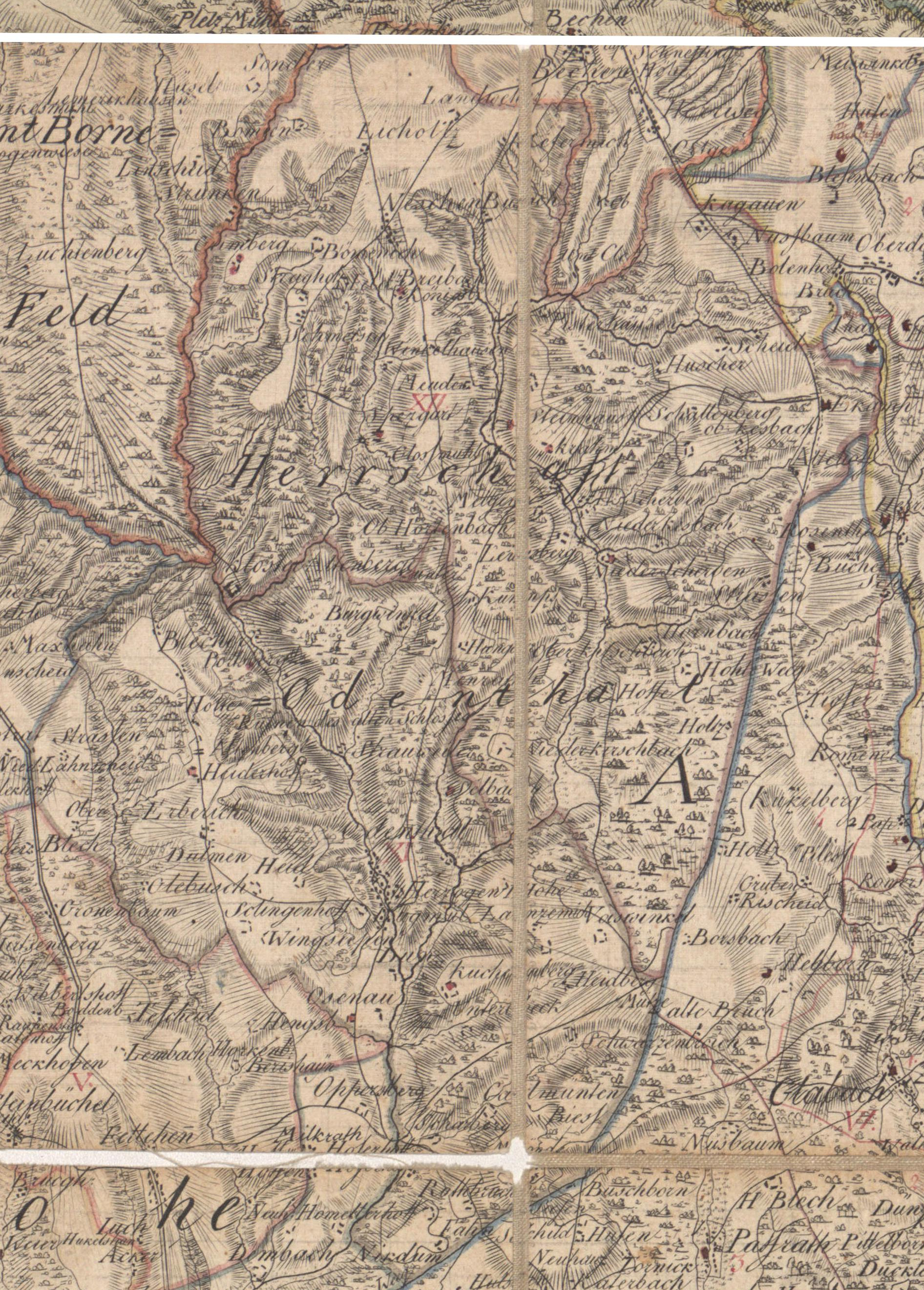
Herrschaft Odenthal (Ausschnitt der Karte von 1789, Wiebeking)

Die Herrschaft Odenthal war vom Mittelalter in das 19. Jahrhundert hinein eine Grundherrschaft und ab dem 17. Jahrhundert eine Unterherrschaft im Herzogtum Berg.
Das Kirchspiel und Botenamt Odenthal im bergischen Amt Porz wurde 1631 an Freiherrn Johann Adolph von Wolff genannt Metternich als Lehen gegeben, nachdem er bereits 1618 nach der Heirat mit Maria Catharina von Hall über Schloss Strauweiler verfügen konnte. Damit war zunächst die Niedergerichtsbarkeit verbunden, bis nach Zahlung von 6.000 Reichstalern 1634 Odenthal zur Unterherrschaft erhoben wurde, womit eine erweiterte Gerichtsbarkeit verbunden war.
Aus der Charte des Herzogthums Berg von Carl Friedrich von Wiebeking geht hervor, dass die Herrschaft im Jahr 1789 in die Bereiche Oberkirspel (Oberes Kirchspiel) und Unterkirspel (Unteres Kirchspiel) gegliedert war. Das Gebiet entspricht in etwa, abgesehen von den Änderungen durch die Kommunalreform 1975, den heutigen Gemarkungen Oberodenthal (Oberkirspel) und Unterodenthal (Unterkirspel).

„Die Herrlichkeit Odenthal ist wenigstens so alt wie die Grafschaft Berg. Das alte Schloß Odenthal aber stand nicht auf der Stätte der heutigen Burg Strauweiler, sondern höher auf dem Klauberge, wo jetzt ein Tannenwald die Baustelle beschattet. Nach dem Aussterben der Ritter von Odenthal kam die Herrschaft an die Edlen von Hall und zu Anfang des 16. Jahrhunderts durch Heirat mit Maria Catharina, der einzigen Tochter des zu Altenberg beerdigten Ritters Degenhard von Hall an den Freiherrn Johann Adolph von Wolff genannt Metternich, Herrn zu Gracht, Rath, Forst, Langenau, Flehnigen, Oberarnsbach usw., dessen Nachkomme Maximilian Graf von Wolff Metternich noch heute im Besitze dieser Güter ist.“

Zur Herrschaft gehörten seinerzeit folgende Wohnplätze:
- Oberodenthal: Landwehr, Eichholz, Keffermich, Busch, Neschen, Grimberg, (Unter- und Ober-)Breidbach, Königsberg, Schmeisig, Winkelhausen, Meute, Meegen, Klasmühle, Kragau, Nussbaum, Oberscheid, Hochscherf, Lengsberg, Scherf, Gut Scherf (jetzt Amtmannscherf), Spezard (jetzt Wirtspezard), Schallemich, Oberkäsbach, Eikamp, Altehufe, Niederkäsbach, Scheuren, Oberhortenbach, Straßen, Höffe, Unterkirsbach, Oberkirsbach, Niederscherf, Strünken, Hollweg und Hunger.
- Unterodenthal: Biese, Blecher, Buschhorn, Holz, Altenberg, Strauweiler, Dhün (jetzt Dünnerhöfe),  Erberich, Fahn, Glöbusch, Heide, Osenau, Odenthal, Hahnenberg, Küchenberg, Schwarzbroich, Nittum, Selbach, Straßen, Kalmünten, Hoverhof und Mutz.

Unter der französischen Verwaltung zwischen 1806 und 1813 wurde die Herrschaft aufgelöst und Odenthal politisch in die Mairie Odenthal im Kanton Bensberg im Arrondissement Mülheim am Rhein umgewandelt. 1816 wandelten die Preußen die Mairie zur Bürgermeisterei Odenthal im Kreis Mülheim am Rhein.